# بخش کارکسون
بخش کارکسون (به فرانسوی: Arrondissement de Carcassonne) یک بخش در فرانسه است که در اود واقع شده‌است.